# Kutxabank
Kutxabank est un groupe bancaire espagnol d'origine basque. Son siège social se trouve à Bilbao. Il fut créé en 2011 comme résultat de la Fusion Froide de l'activité bancaire de trois caisses d'épargnes basques :  Bilbao Bizkaia Kutxa (BBK), Kutxa et Caja Vital, et commença son activité le 1er janvier 2012.
Dans ses bureaux, elle utilise la marque BBK en Biscaye, Kutxa en Guipuscoa et Caja Vital/Vital Kutxa en Alava. En Andalousie et en Estrémadure, elle opère à travers sa filiale CajaSur Banco. Dans le reste de l'Espagne, la marque Kutxabank est utilisée.